# 丹顶鹤
丹顶鹤（学名：Grus japonensis），亦名仙鹤、赤頂鹤、紅冠鶴、赤冠鶴、滿洲鶴，拉丁文名稱意為日本鶴。丹顶鹤是鹤类中的一种，纤细优雅、颜色黑白分明，因头顶有红色肉冠而得名。
丹頂鶴是东北亚地区特有鸟种，卻在全東亞的艺术史中佔有非常高的地位。中国古籍文献裏对丹顶鹤有许多称谓，如《尔雅翼》中称其为仙禽、《本草纲目》中称其为胎禽。丹顶鹤在東亞文化中有着“瑞鸟”的文化含义，第一瑞鳥為鳳凰，第二即為丹頂鶴等其他鳥類，在很多中國和日本的繪畫、詩詞、工藝品和文学裏也都能找到丹頂鶴作為一種帶有道家仙氣的鳥類而出現。
丹頂鶴在中国古代又叫白鹤，不过生物學分類的中丹頂鶴和白鶴完全不同，现代白鶴指是另一種鶴屬的鳥類。

## 名称
丹顶鹤的拉丁文學名被定为“日本鹤（Grus japonensis）”，但是丹顶鹤主要棲息地是歐亞大陸東部。此名稱是由瑞典植物分類學家卡爾·林奈（1707年5月23日生）命名的。因清朝於鴉片戰爭前一直奉行閉關鎖國的政策，導致歐美學者無從進入中國進行研究，而當時的日本人剛好能提供丹頂鶴，按照拉丁文的命名原則，新發現的物種需要根據“第一批活體動物的來源地”來命名，因此將丹頂鶴命名為“日本鶴”。
目前日本本州岛上的野生丹顶鹤已经全部灭绝，仅北海道到上有丹顶鹤，故英文的“通稱”有部分共識改為“紅冠鶴（Red-crowned crane）”，即中文丹頂鶴的直譯。不過拉丁文學名依然維持不變，因為除非物種出現重大變故，否則生物學名於確立後即永遠不能更動。

## 历史

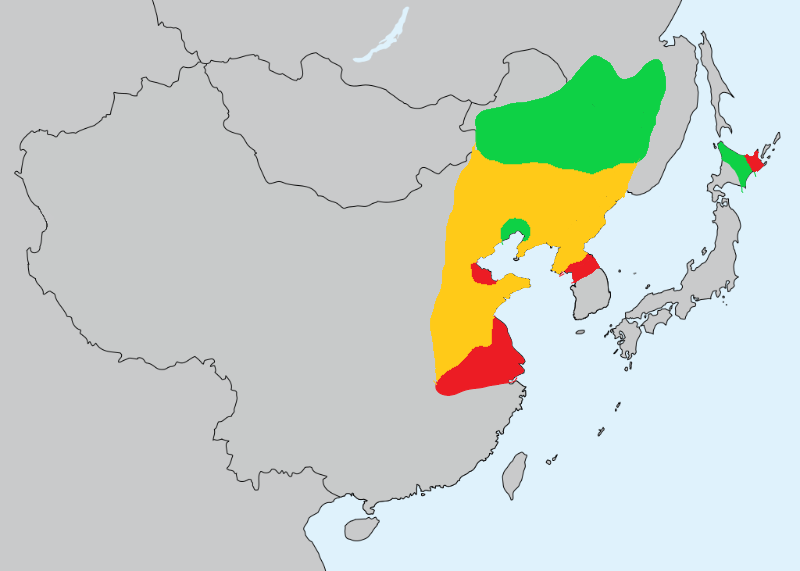
丹頂鶴的主要棲息地是中國，包括華中地區、華北地區和东北地區，在北朝鮮全境也有，在俄羅斯的遠東地區、韓國的京畿道、江原道北部、日本的北海道也有少量存在。

### 研究历史
丹顶鹤由于体形大、颜色分明，很容易辨认。人们对丹顶鹤的知识很早就有了一定的积累。中国的地方志书对其有连续的记录，丹顶鹤很早就被人们所饲养，唐宋年间尤为盛行。现在许多地方都有饲养的丹顶鹤供观赏之用。
1980年代后，对丹顶鹤的专项研究展开，至今已对其分布、繁殖地和越冬地的生态和行为、迁徙等掌握的一定的信息。目前丹顶鹤的人工繁殖和人工授精技术已经成熟。1990年代以后，根据环境研究和人造卫星跟踪技术，丹顶鹤的迁徙路线已经明确。

### 保护歷史
19世紀，因為丹顶鹤在日本是大型涉禽，在湿地环境中属于食物链的上层，是湿地生物多样性的关键种，所以北海道的阿伊努人把生活在钏路湿地的丹顶鹤称为“湿地之神”。
1960年代，在中国东北和远东地区的人类活动導致丹頂鶴的栖息地被破坏，对湿地的围垦不仅侵占了原有的栖息地，还使原本连通的水系阻断，再加上近些年远东地区气候干旱化趋势明显，水域面积缩小严重。人类活动引入的污染也威胁着丹顶鹤的生存，此外如烧荒等开垦方法，对丹顶鹤的巢材和掩蔽处毁坏严重，致使其分布更为狭窄。
1980年代，由於东亚經濟的發展，对丹顶鹤的羽毛和肝臟的特殊需求，猎杀就难以避免。虽然近些年随着保护法规的建立，直接的猎杀很少发生，但是投毒用来猎捕其他水禽的方法，已成为丹顶鹤的重要死因。
目前，丹顶鹤是中國国家一级保护动物，在世界自然保護聯盟（IUCN）的红皮书中是濒危物种，在瀕危野生動植物種國際貿易公約（CITES）中列入附录一。 
日本在1935年指定丹頂鶴及其繁殖地為天然紀念物，1952年指定「釧路的丹頂鶴」為特別天然紀念物，1967年指定全國各地域的丹頂鶴為特別天然紀念物，1993年指定丹頂鶴為稀少野生动植物种。

### 贈送歷史
- 臺灣：日本首度將丹頂鶴贈送台灣。2011年，Big、Kika（貴華），來自北海道钏路市动物园，現於台北市立動物園[2]。[3]

## 生物特徵
丹頂鶴身長約120公分至150公分，翅膀打開約200公分，丹顶鹤具备鹤类的特征，即三长——嘴长、颈长、腿长。成鸟除颈部和飞羽后端为黑色外，全身洁白，头顶皮肤裸露，呈鲜红色。其次级飞羽和三级飞羽形长弯曲成弓状，两翼折叠时，覆于整个短尾上面，被人误认为是尾羽。平均壽命在50-60歲之間，在鳥類中屬少見長壽故古代也作為長壽象徵。
传说中的剧毒鹤顶红（也有稱鹤顶血）正是此处，但纯属谣传，鹤血是没有毒的，中国古人所说的“鹤顶红”其实是砒霜，即不纯的三氧化二砷，鹤顶红是古时候对砒霜隐晦的说法。丹顶鹤的尾脂腺被粉䎃。幼鸟体羽棕黄，喙黄色。亚成体羽色黯淡，2岁后头顶裸区的红色部分越发鲜艳。

### 分类
曾用名：
Ardea(Grus) japonensis P.L.S. Müller, 1776
Grus japponensis Gmelin, 1778
Antigone montignesia Bonaparte，1854
Megalornis japonensis Wilder&Hubbard, 1938
日本人认为北海道的丹顶鹤种群在鸣叫和迁徙上与大陆种群有差异，可划分为两个亚种，但基因分析表明二者没有显著形差异，因此这种说法至今没有得到认同。

### 分布
丹顶鹤繁殖地在三江平原和嫩江中下游地区、東西伯利亞和日本列島等地，它在中国东南沿海各地及长江下游、朝鲜海湾、日本等地越冬。
北海道的丹頂鶴因為氣候適合生存，故只有在北海道的丹頂鶴不需要遷徙、終身待在一處，觀賞丹頂鶴成為日本北部民俗文化中的重要一環。
根據中日兩國的历史記載，古代丹顶鹤的分布区比现在要大得多，越冬地更为往南，可至福建、海南島等地。由于这种鸟在文化中的特殊地位，地方志书中一直有着详细的记载，为研究它的古代分布提供了詳实的资料。

### 习性

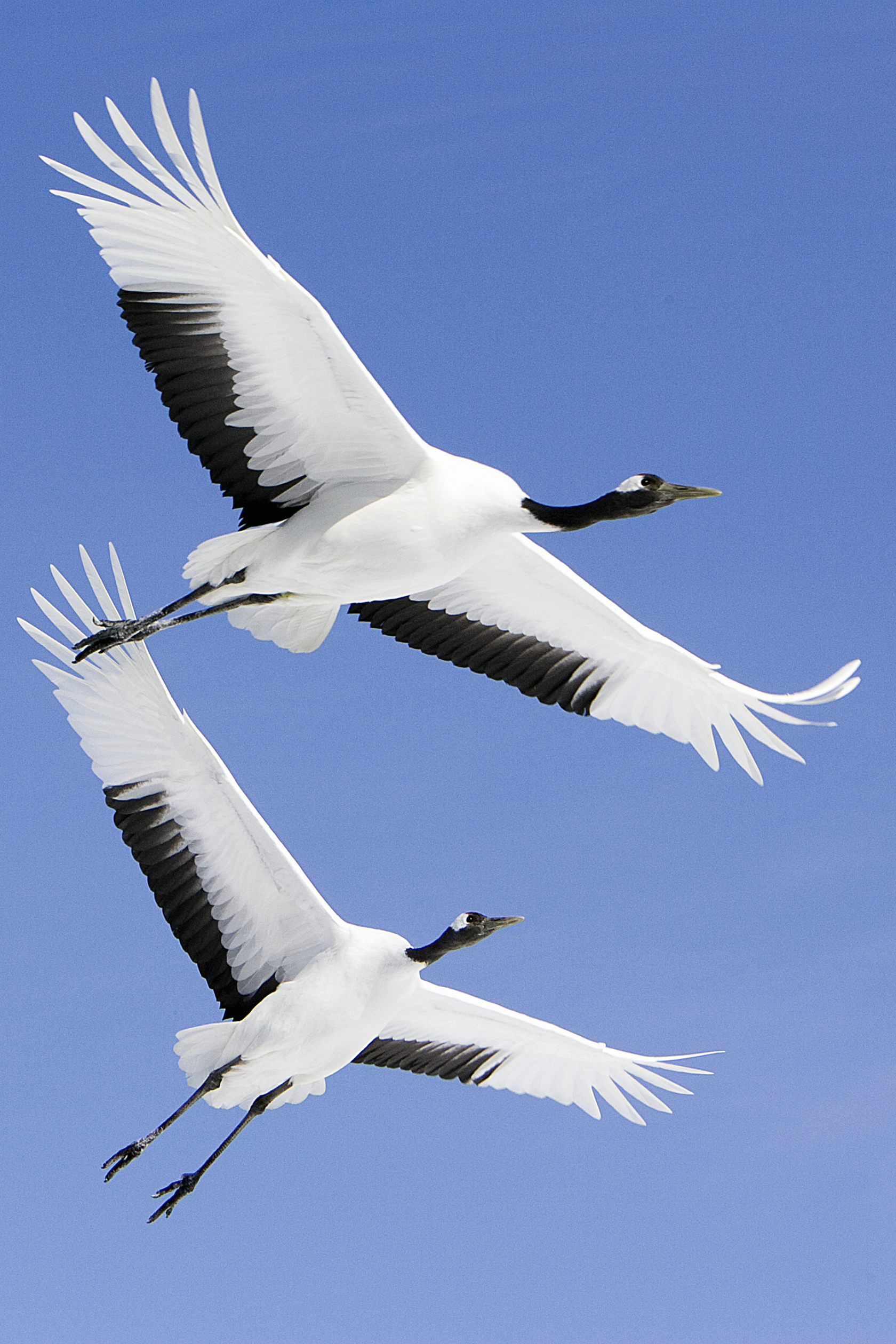
飛翔的丹頂鶴
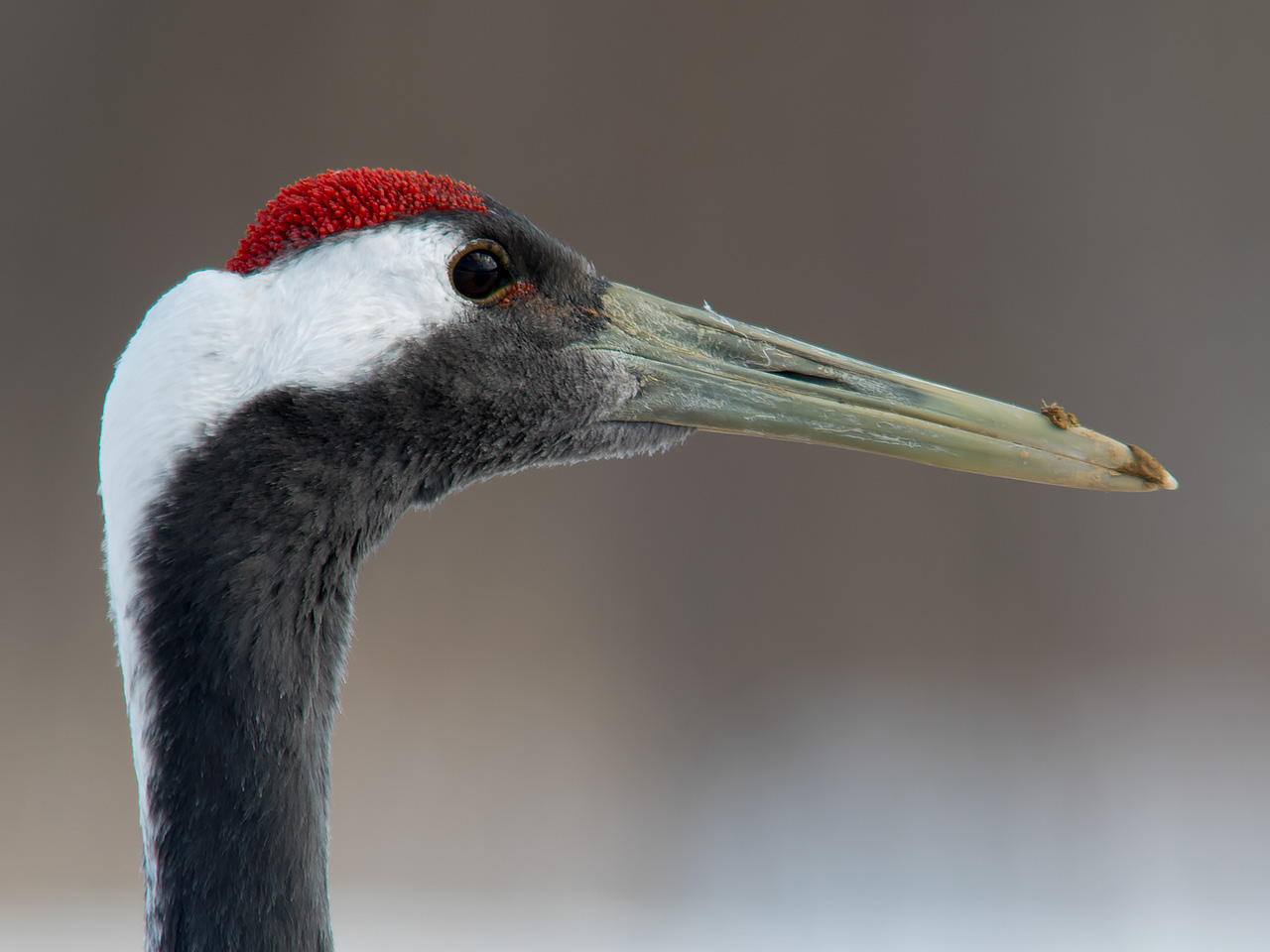
頭部特寫
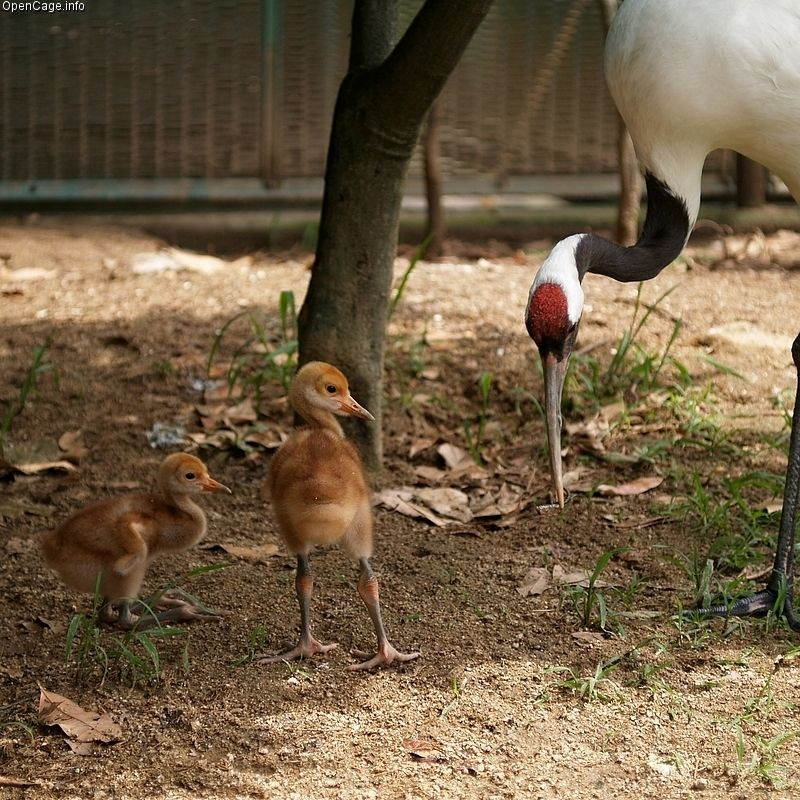
丹頂鶴的雛鳥
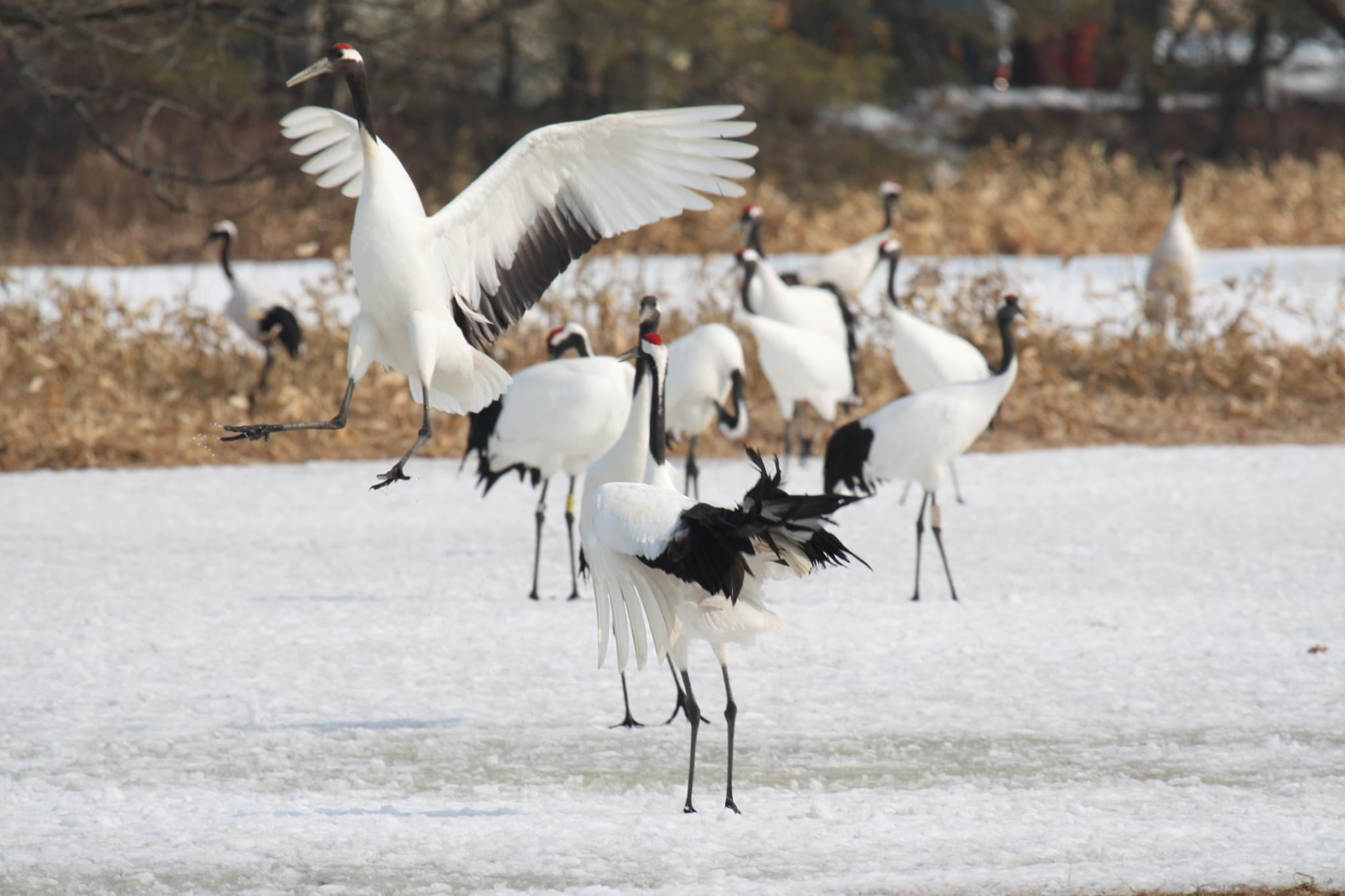
一群丹頂鹤
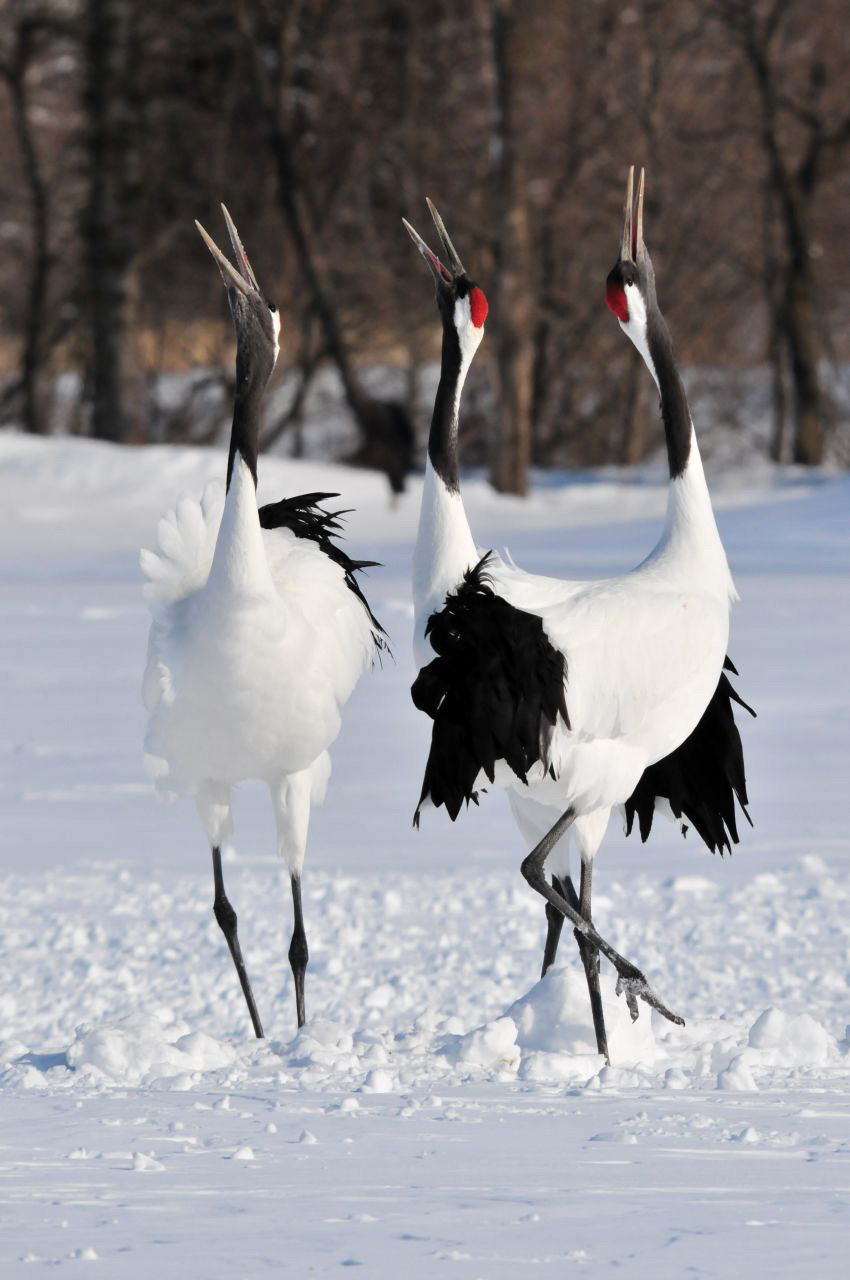
发出鸣叫的丹頂鹤
- 進食中的丹頂鶴

丹顶鹤的栖息地是沼泽和沼泽化的草甸，食物主要是浅水的鱼虾、软体动物和某些植物根茎，以季节不同而有所变化。丹顶鹤成鸟每年换羽两次，春季换成夏羽，秋季换成冬羽，属于完全换羽，会暂时失去飞行能力。丹顶鹤的鸣声非常嘹亮，作为明确领地的信号，也是发情期交流的重要方式。丹顶鹤属于单配制鸟，若无特殊情况可维持一生。每年的繁殖期从3月开始，持续6个月，到9月结束。它们在浅水处或有水湿地上营巢，巢材多是芦苇等禾本科植物。丹顶鹤每年产一窝卵，产卵一般2~4枚。孵卵由雌雄鸟轮流进行，孵化期31~32天。雏鸟属早成雏。

## 文化
东亚地区的居民用丹顶鹤象征吉祥和长寿，尤其以中日兩國為多。受到中國文化影響的朝鮮半島、越南、蒙古也都有不少和丹頂鶴相關的藝術品，其中越南和蒙古本身並不在丹頂鶴的棲息範圍之內，但這兩國卻和中日一樣有著“丹頂鶴是瑞鳥”的民族層級的認知。

### 中國
殷商时代的墓葬中，就有鹤的形象出现在雕塑中。
春秋战国时期的青铜器钟，鹤体造型的礼器就已出现。
西漢的刘安在《淮南子·说林训》中，出现“鹤寿千岁”的说法。汉景帝（公元前156-前143）时的路乔如曾作《鹤赋》，开头就指出：丹顶鹤为“白鸟朱冠”。 黄老道学在东汉兴盛起来。由道家发展成为道教，成立教团组织，创始人是1900年前的张道陵（公元34-156年）。他说太上道君（即老子）降临，授他“天师”称号，创立了五斗米道。他学道的地方就是鹤鸣山，这里还有待鹤轩、听鹤亭等建筑。道教著作《云笈七签》中说张道陵可骑鹤往来。
西晉的陆玑在《毛诗草木鸟兽虫鱼疏》描述：“大如鹅，长脚，青翼，高三尺余，赤顶，赤目，喙长四寸余，多纯白”。
魏晉南北朝時期，道教中丹顶鹤飘逸的形象已成为长寿、成仙的象征。甚至誤认为鹤是胎生。
唐朝诗人描写丹顶鹤的句子尤其繁多，如薛能在《答贾支使寄鹤》中写道：“瑞羽奇姿踉跄形，称为仙驭过青冥”。白居易在《池鹤》中说：“低头乍恐丹砂落，晒翅常疑白雪消”。杜牧有诗：“清音迎晓月，愁思立寒蒲。丹顶西施颊，霜毛四皓须。”张贲也有“渥顶鲜毛品格驯，莎庭闲暇重难群”的句子。
明朝王象晋的《群芳谱》中评价丹顶鹤：“体尚洁，故色白；声闻天，故头赤。”
明朝和清朝给丹顶鹤赋予了忠贞清正、品德高尚的文化内涵。文官的补服，一品文官绣丹顶鹤，把它列为仅次于皇家专用的龙凤的重要标识，因而人们也称鹤为“一品鸟”。人们也把鹤作为高官的象征。一幅鹤立在潮头岩石上的吉祥纹图，取“潮”与“朝”的谐音，象征像宰相一样“一品当朝”；仙鹤在云中飞翔的纹图，象征“一品高升”；日出时仙鹤飞翔的纹图，象征“指日高升”。
在道教中，鹤是长寿的象征，因此有仙鹤的说法，而道教的先人大都是以仙鹤或者神鹿为座骥。中国传统年长的人去世有驾鹤西游的说法。
2003年，中国的国家林業局決定把“丹頂鶴為国鳥”的意見上提國務院，但因為丹頂鶴的學名是「日本鶴」而否定。
2014年，中國政府再次在網絡舉辦了不具備法律效應的國鳥評選活動，全部的510万票中65%都投給了丹頂鶴，比起其他鳥類的總和都要多，第二名的紅腹錦雞僅僅佔了4%。

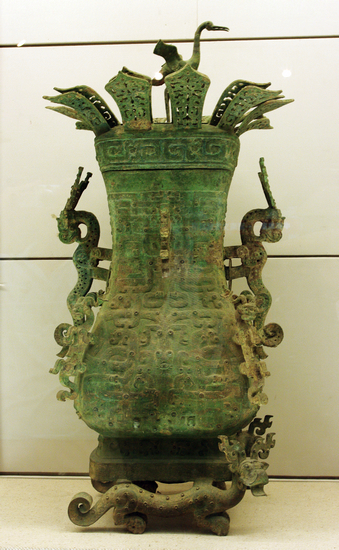
“蓮鶴方壺”（春秋）
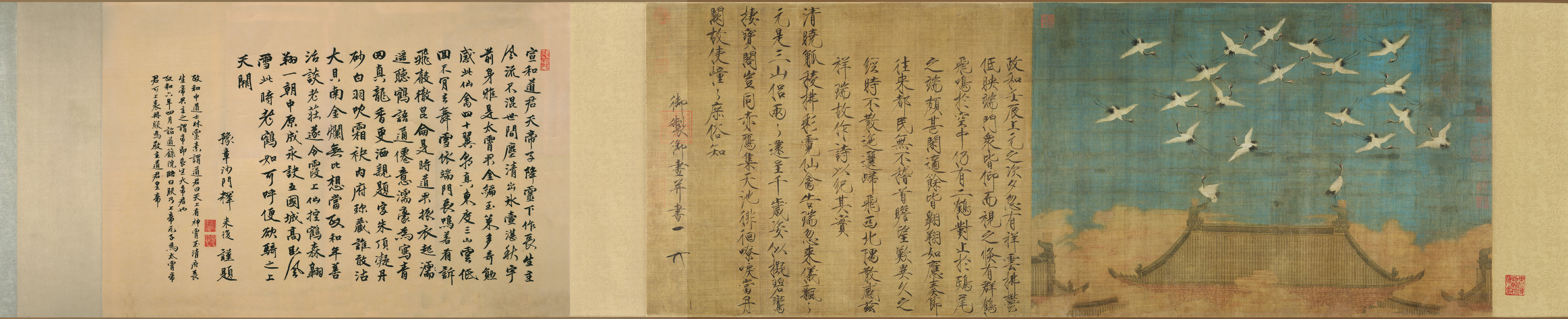
皇宮忽然祥雲生、群鶴飛舞衆人目
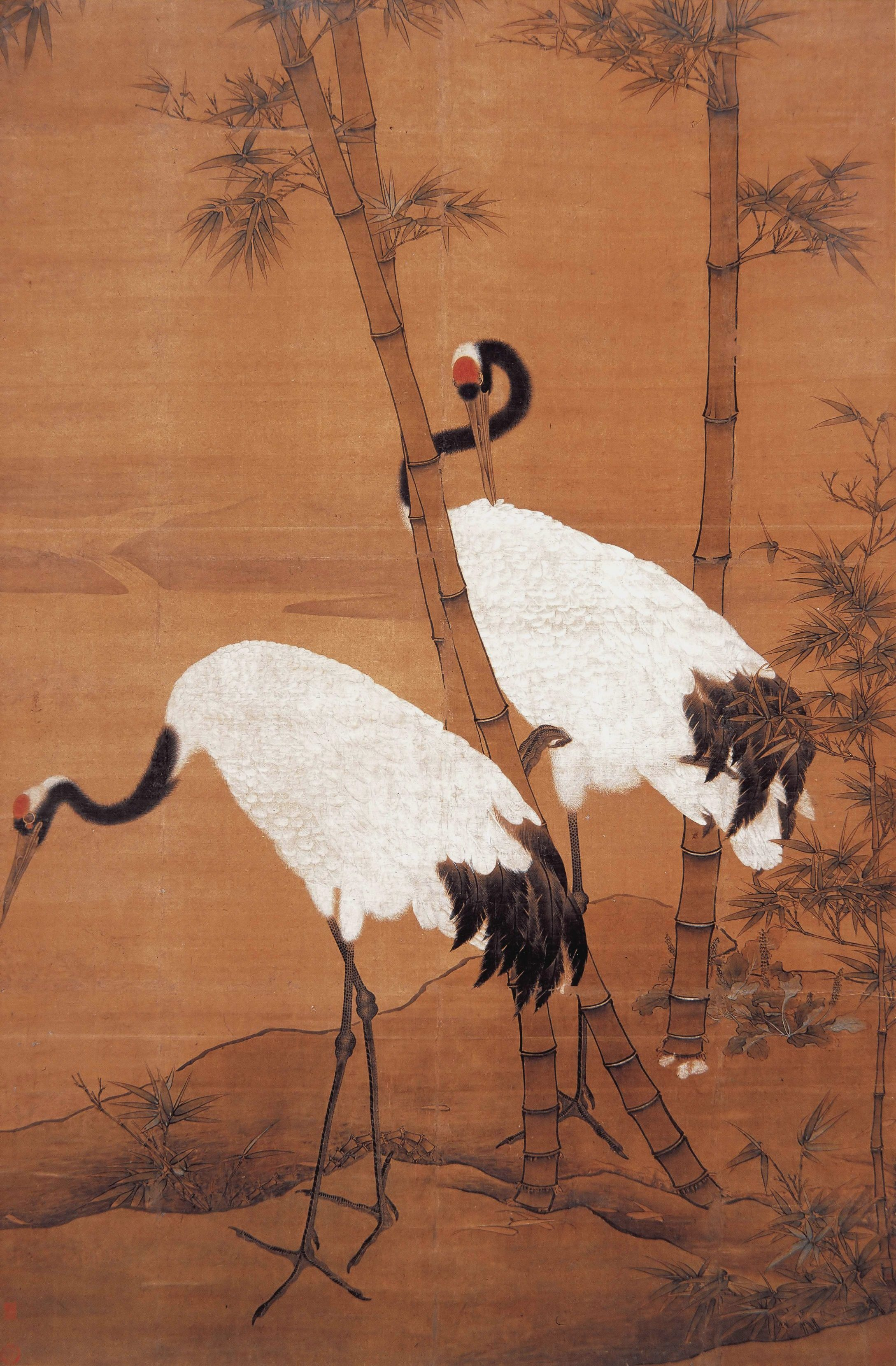
『竹鶴圖』，15世紀。
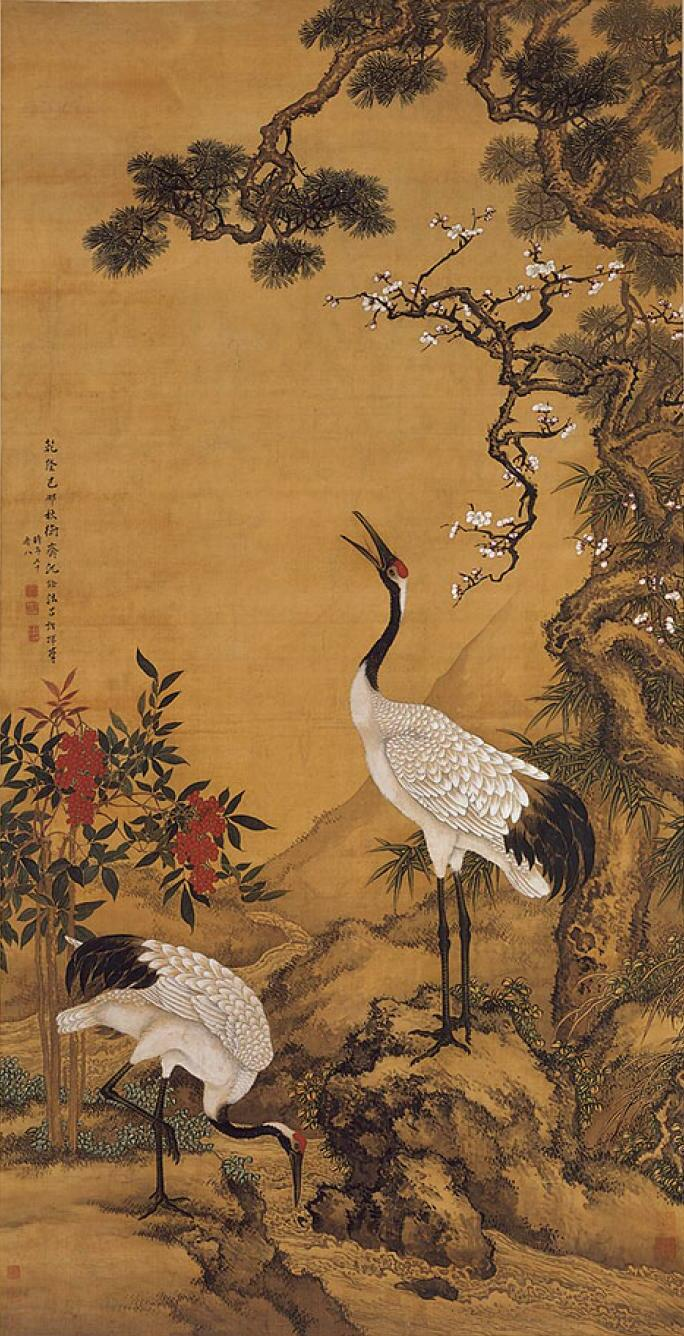
沈銓『松梅双鶴圖』，18世紀。
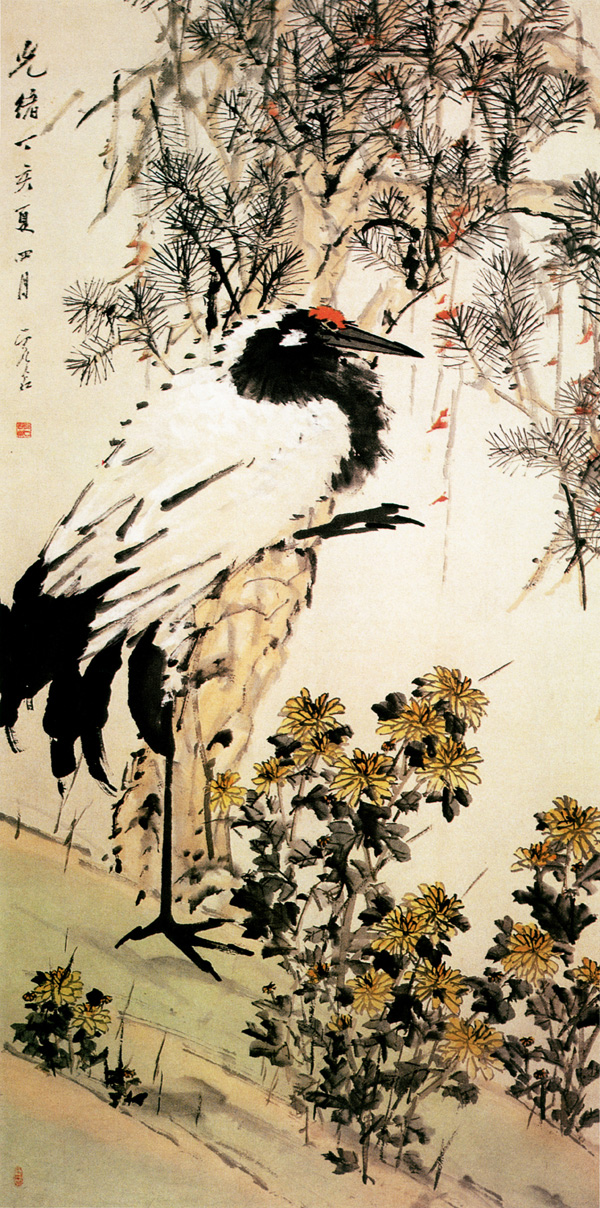
『松鶴延年圖』，19世紀。
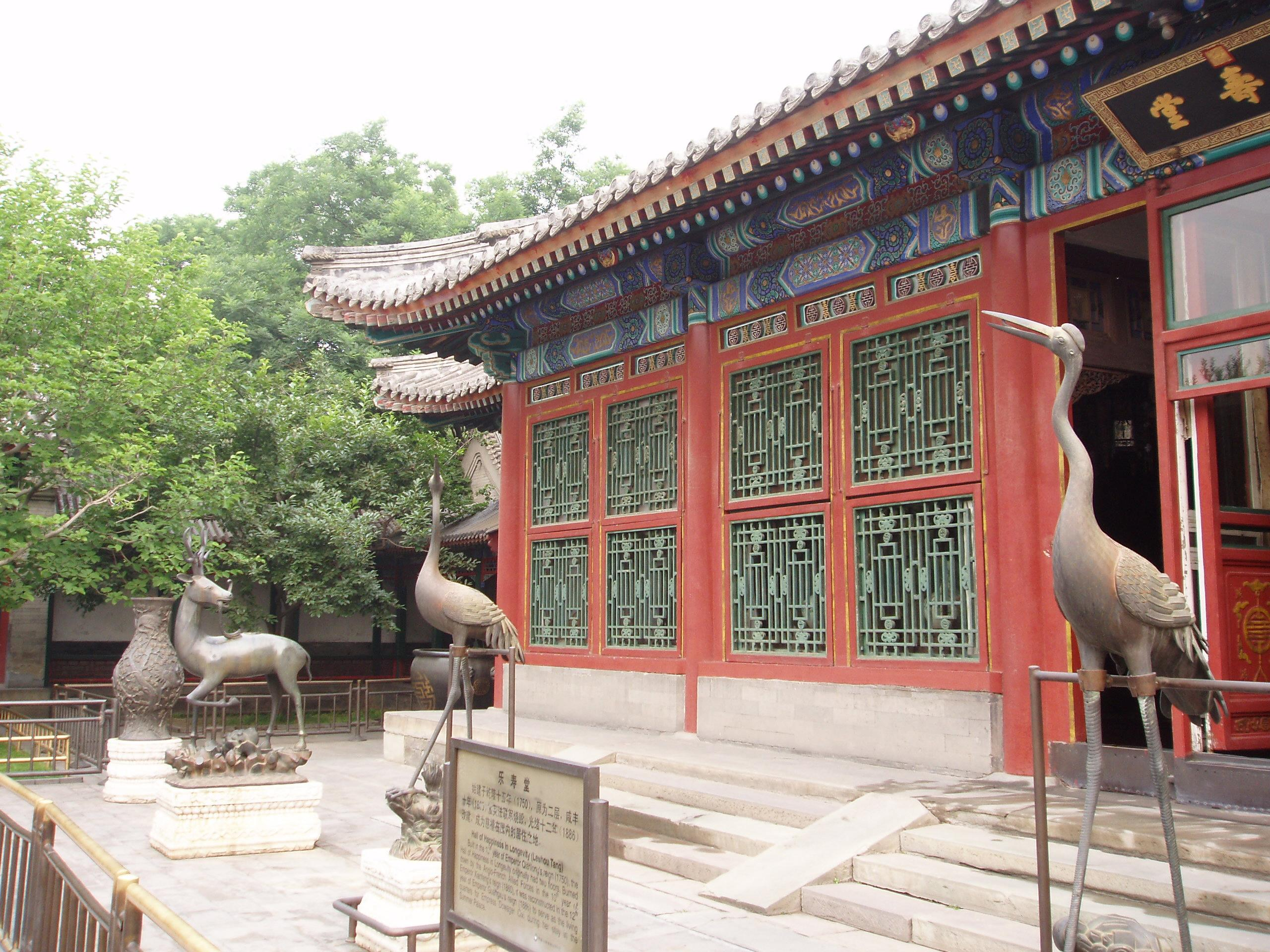
頤和園中樂寿堂的鶴像
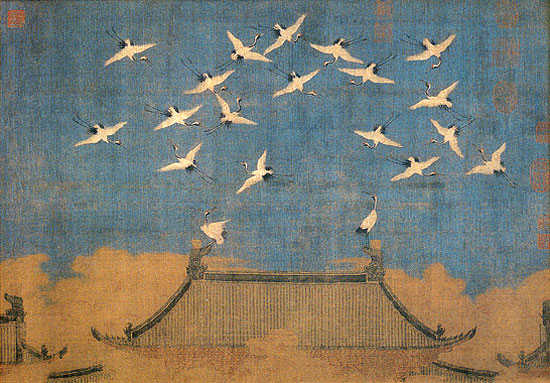
宋徽宗的《瑞鶴圖》
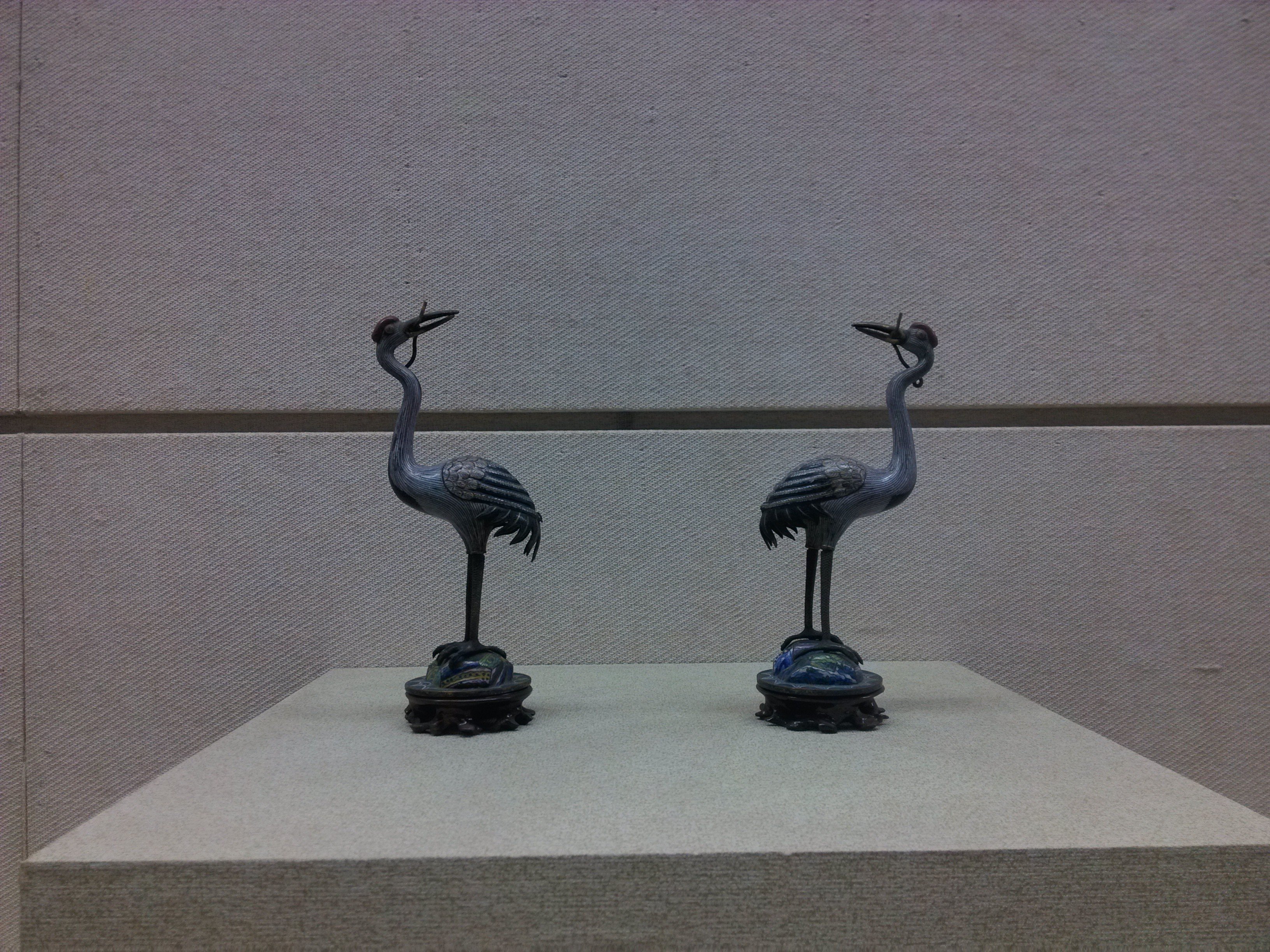
掐丝珐琅仙鹤蜡台  山西省艺术博物馆展品
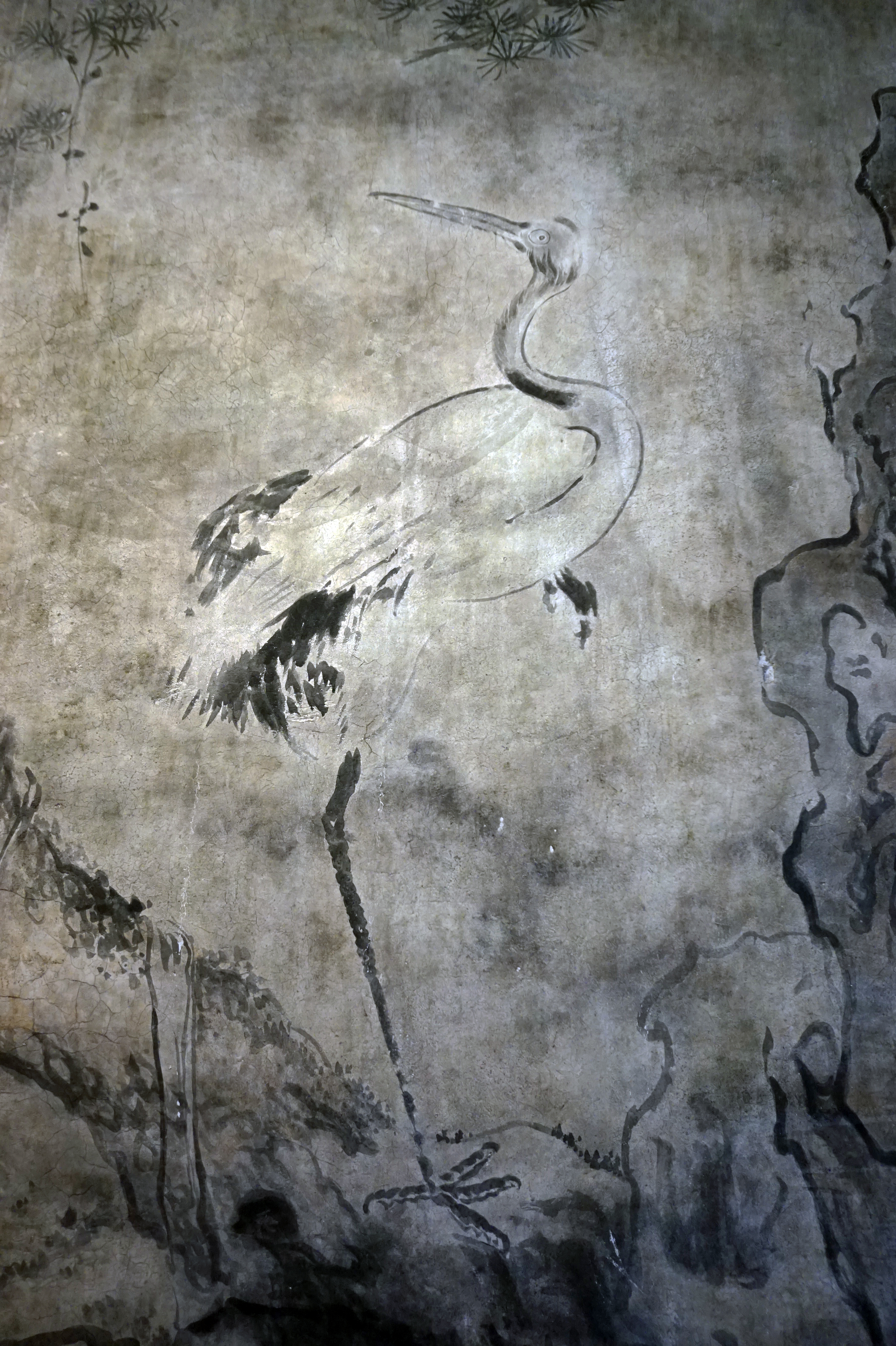
松鹤图 南京罗廊巷壁画
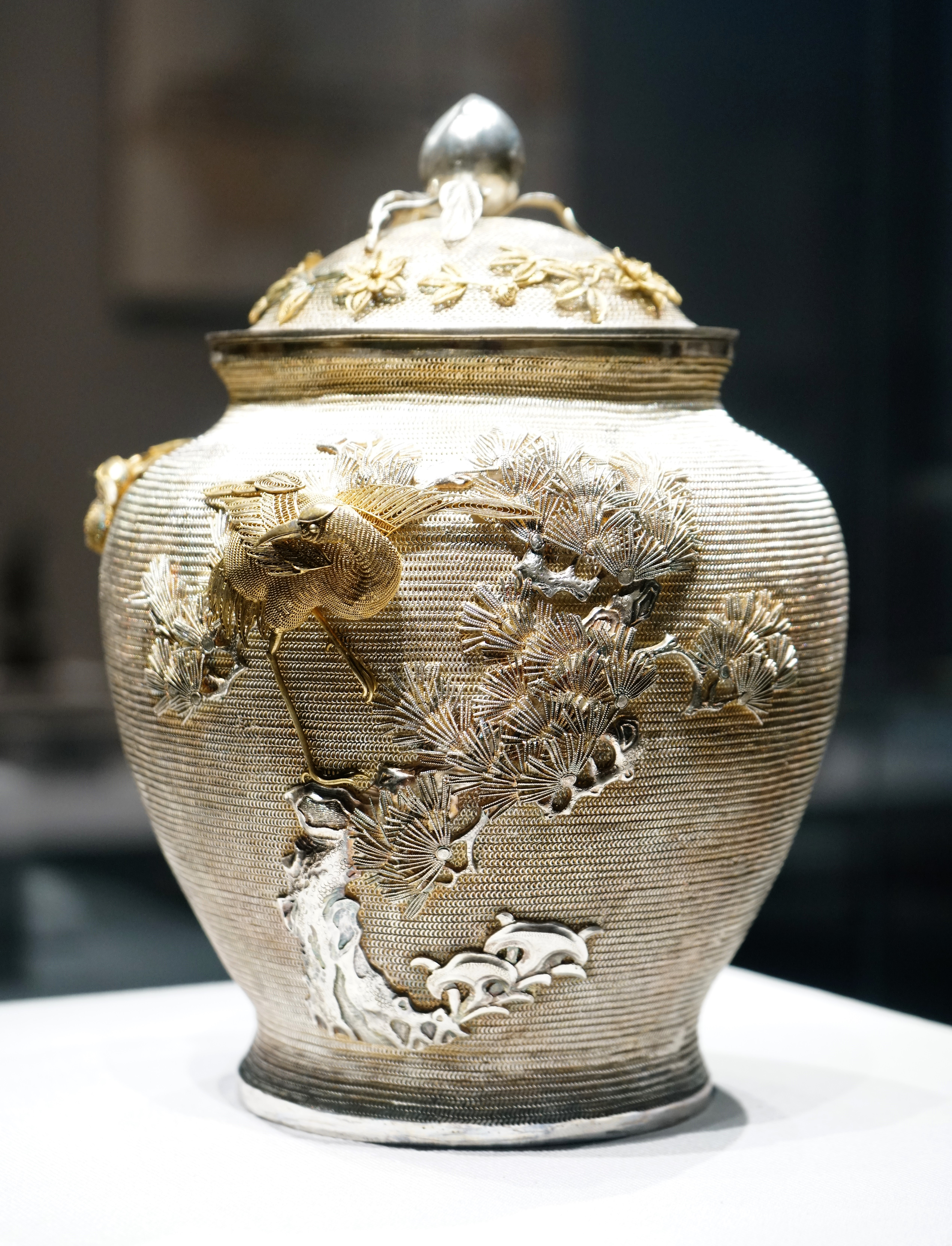
银掐丝松鹤纹盖罐(20世纪)
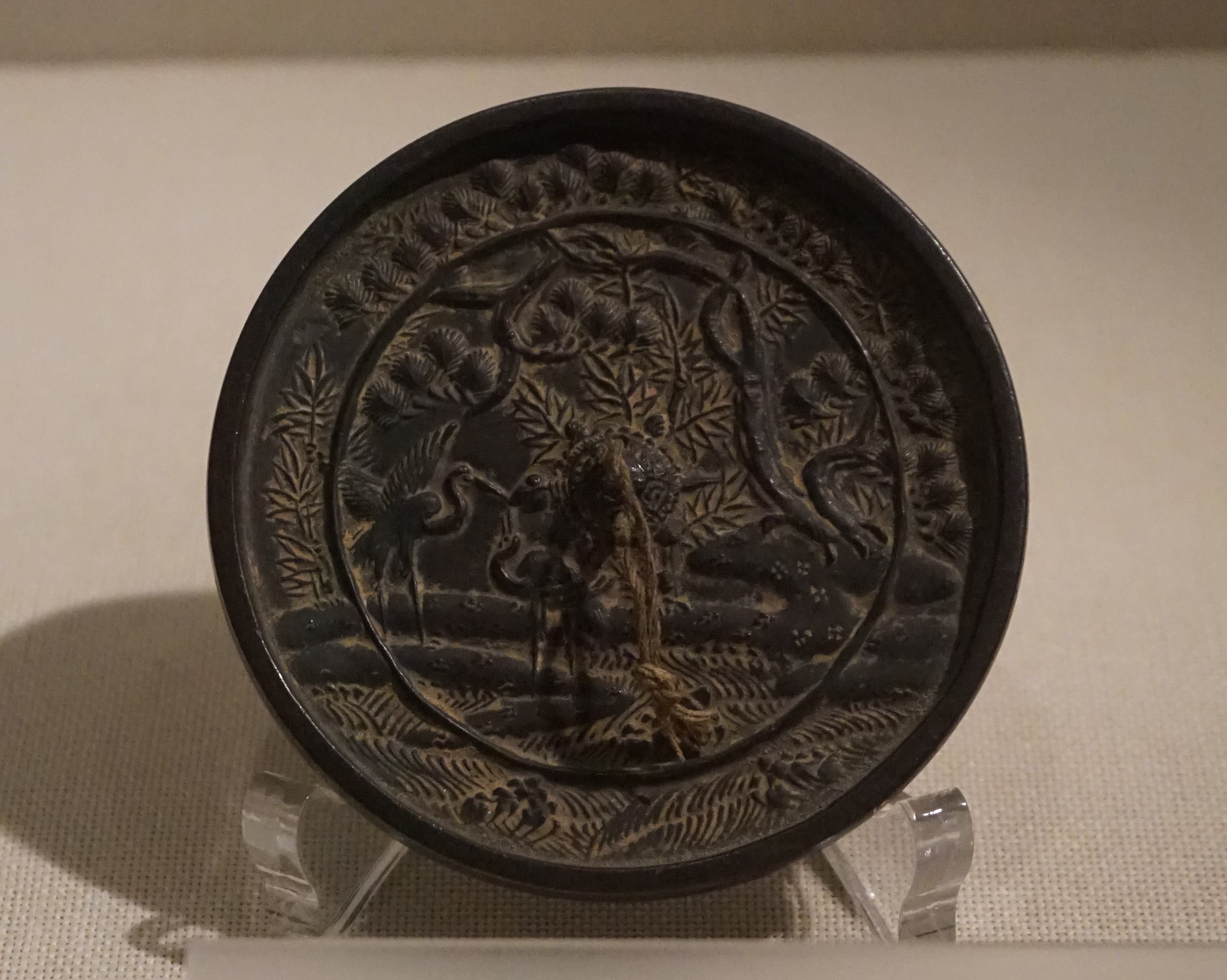
明代松鹤纹铜镜 1994年昭庆寺遗址出土
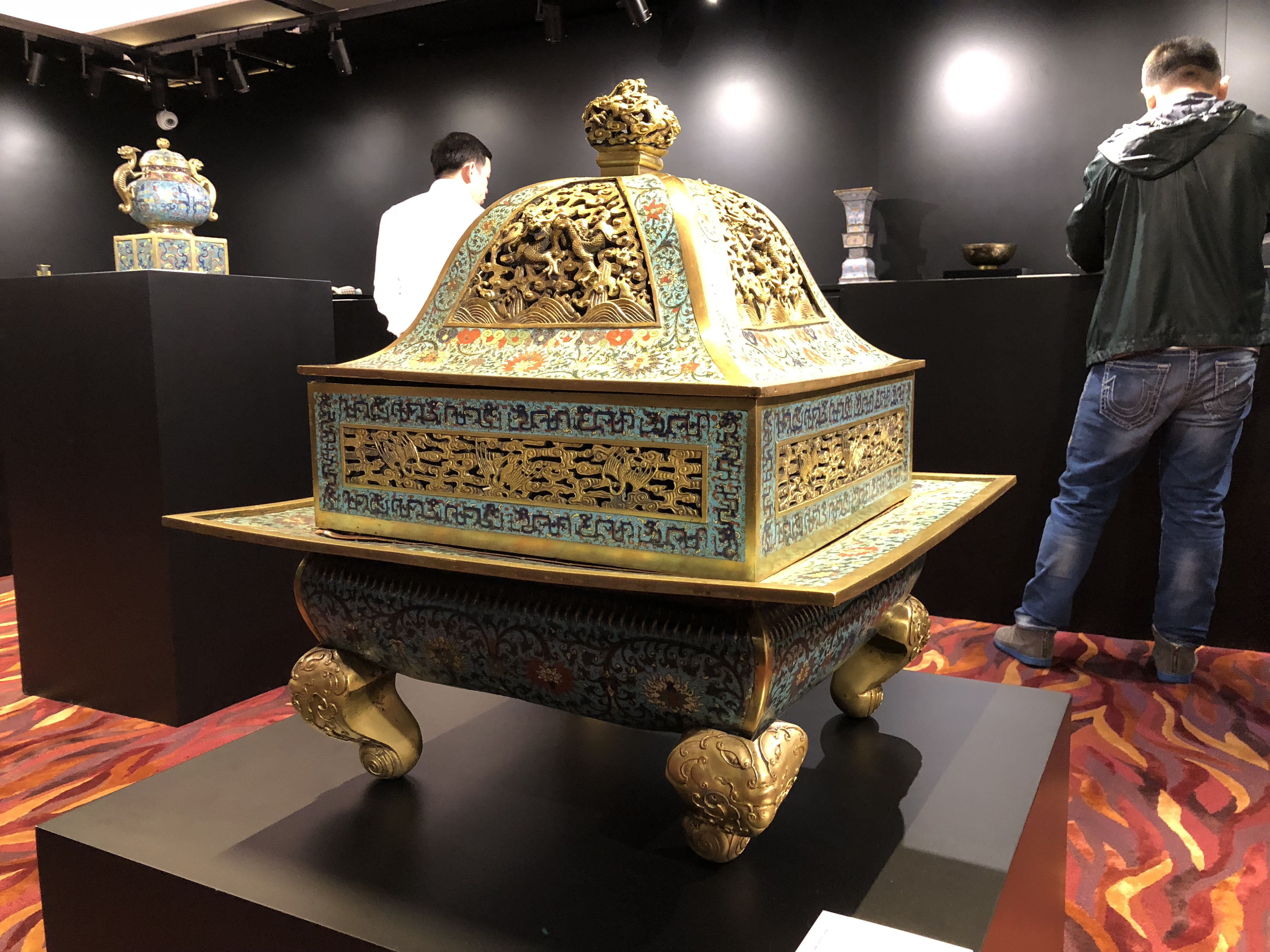
云鹤莲纹熏炉
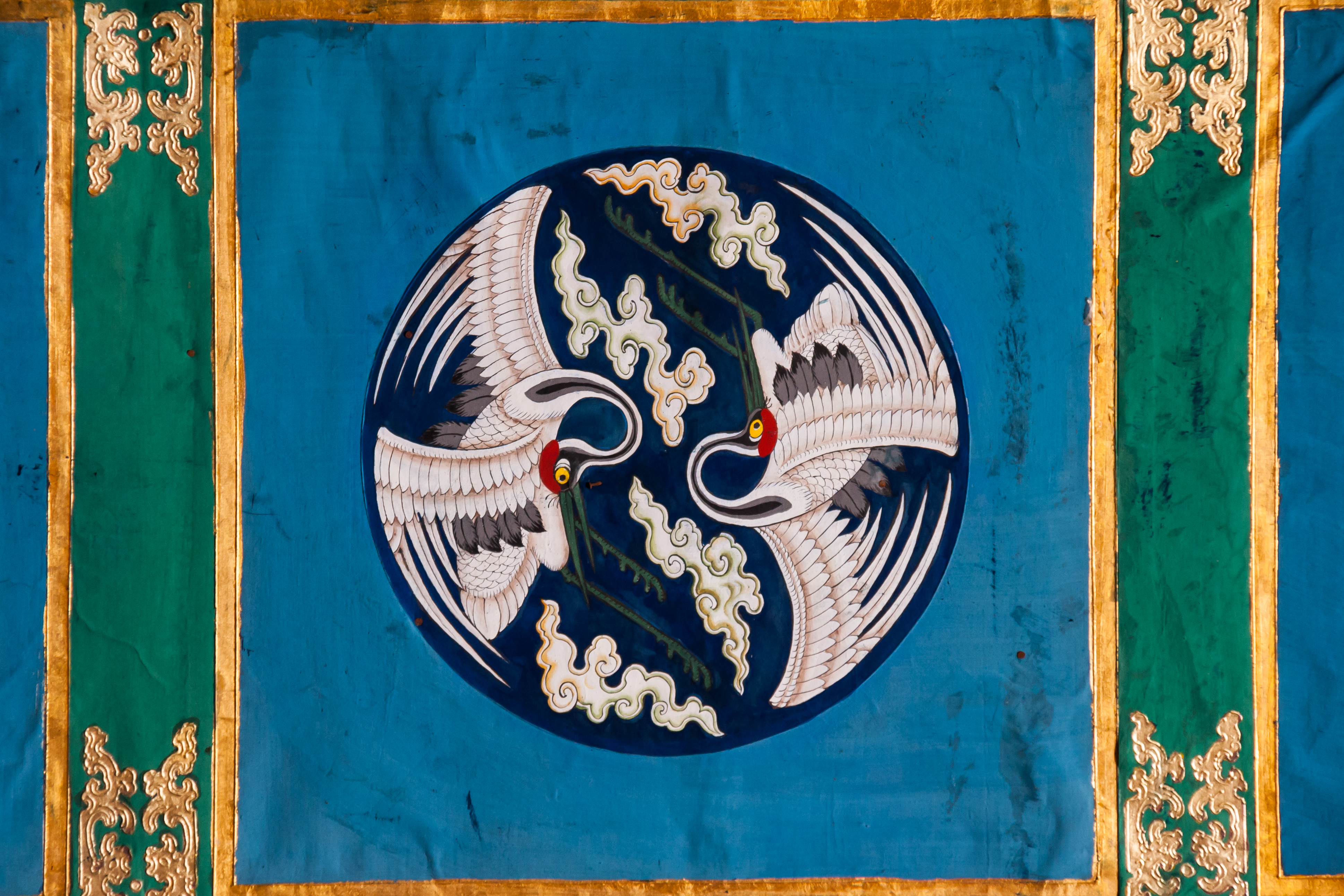
北京景阳宫双鹤纹天花彩画
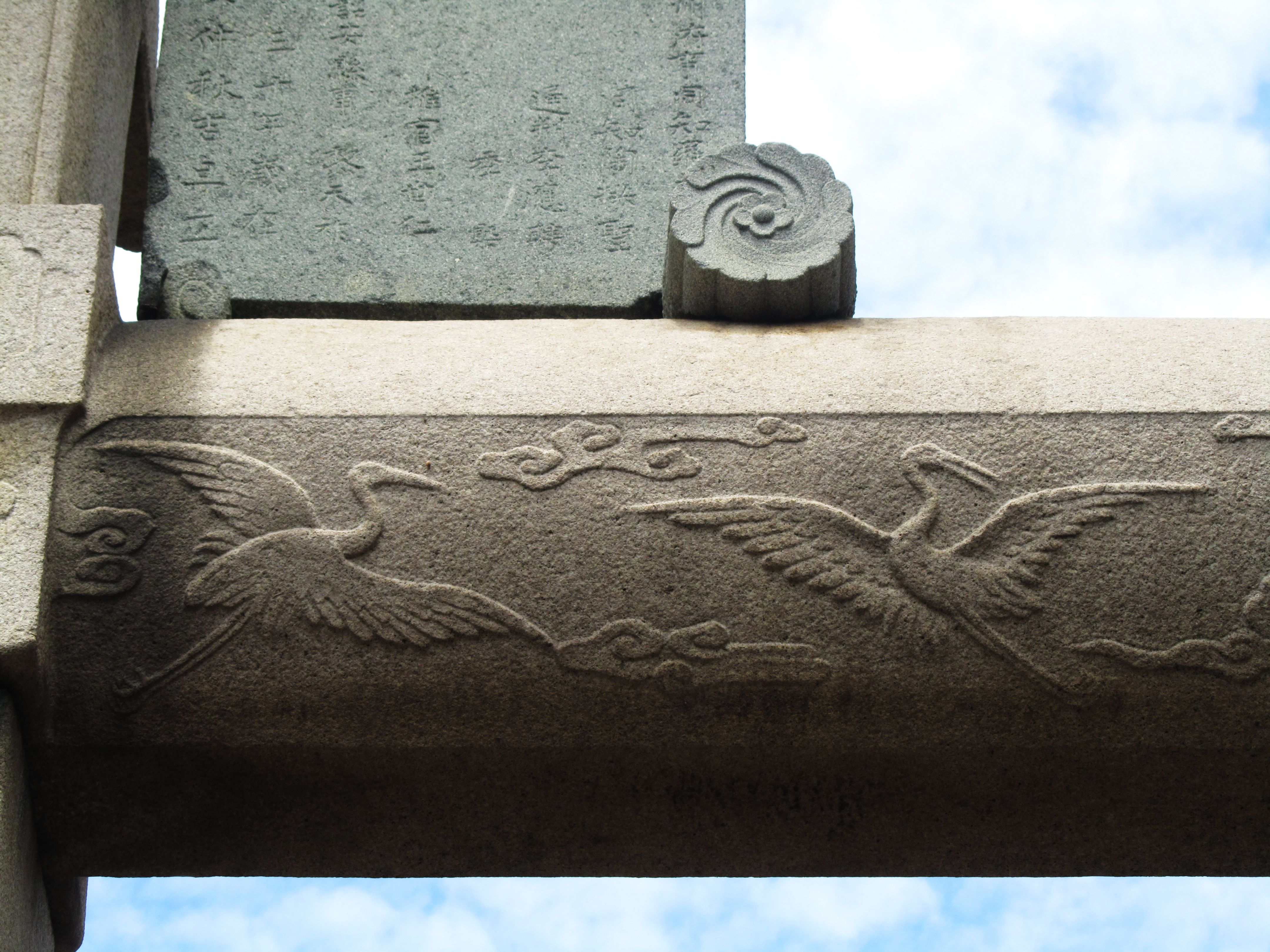
诏安仙鹤石刻

### 日本
8世紀，日本天皇家的皇女長屋王的房屋遺跡中了出土繪有丹頂鶴的土器，此為繪有丹頂鶴的最古老的作品，現存於正倉院。
9世紀，平安時代的日本貴族階級把丹頂鶴作為圖案而畫在飯盒、和紙、衣櫃上，在夏天常用，他們認為生長在雪地的丹頂鶴能帶來寒冷的感覺，是平安時代的大和民族在接觸愛奴族人的時候產生的。
12世紀，鎌倉時代的武士會在太刀的刀柄上彫刻丹頂鶴的圖案，祈求武運隆昌。
17世紀，在江戶時代丹頂鶴的紋樣迎來了巨大的發展，日光東照宮的陽明門上、仁阿弥的陶器邊緣、海邊漁船的標誌、沖縄的紅型衣服、久留米的盤子、修学院離宮的茶室、羽子板中的圖案和日本茶婉中都幾乎能找到丹頂鶴的痕跡。期間，白鶴報恩成為日本家喻戶曉的童話故事；「鶴千年、龜萬年」是日本對長壽的一種形容；日本花札裡面有專門的「松鶴」的卡牌。由此可見，江戶時代的丹頂鶴紋樣可謂是隨處可見，遺留下了巨量藝術品。
1951年，日本航空採用「鶴之丸」標誌，以丹頂鶴為設計原型。
1964年，指定丹頂鶴為北海道的“道鳥”。
1984年至2004年發行的一千日圓紙幣，背面採用丹頂鶴的圖案。

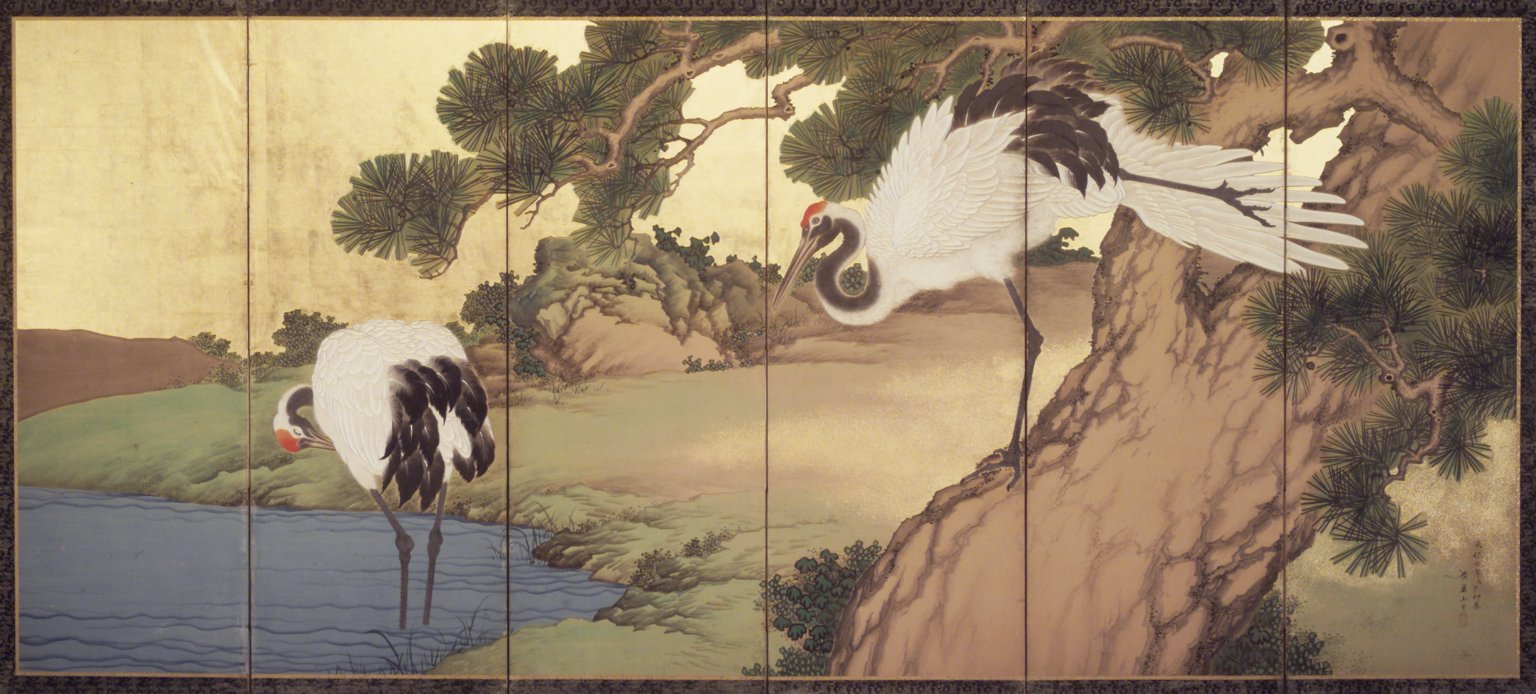
横山華山『松鶴図』（19世紀）
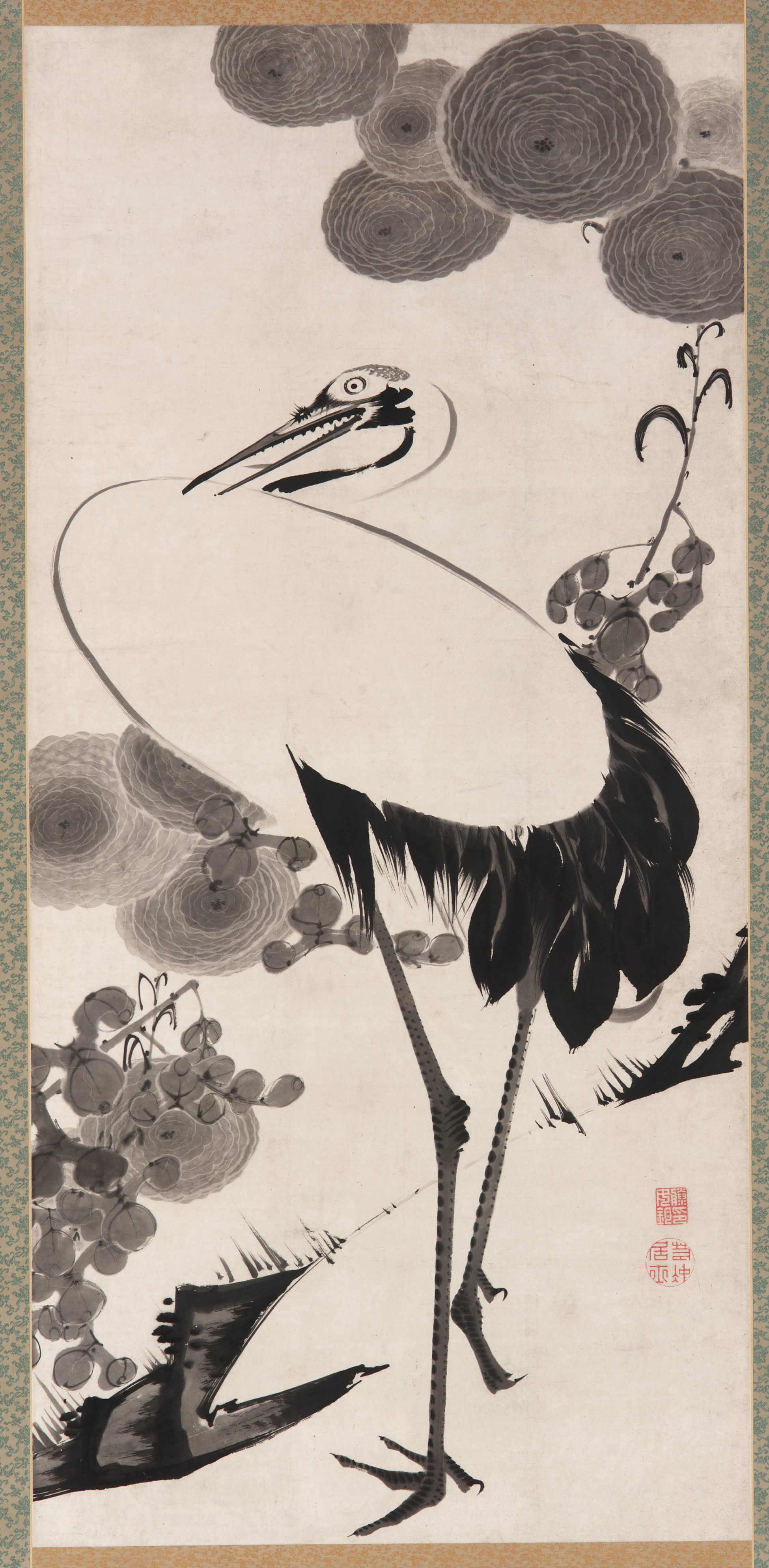
伊藤若冲『双鶴圖』（18世紀）
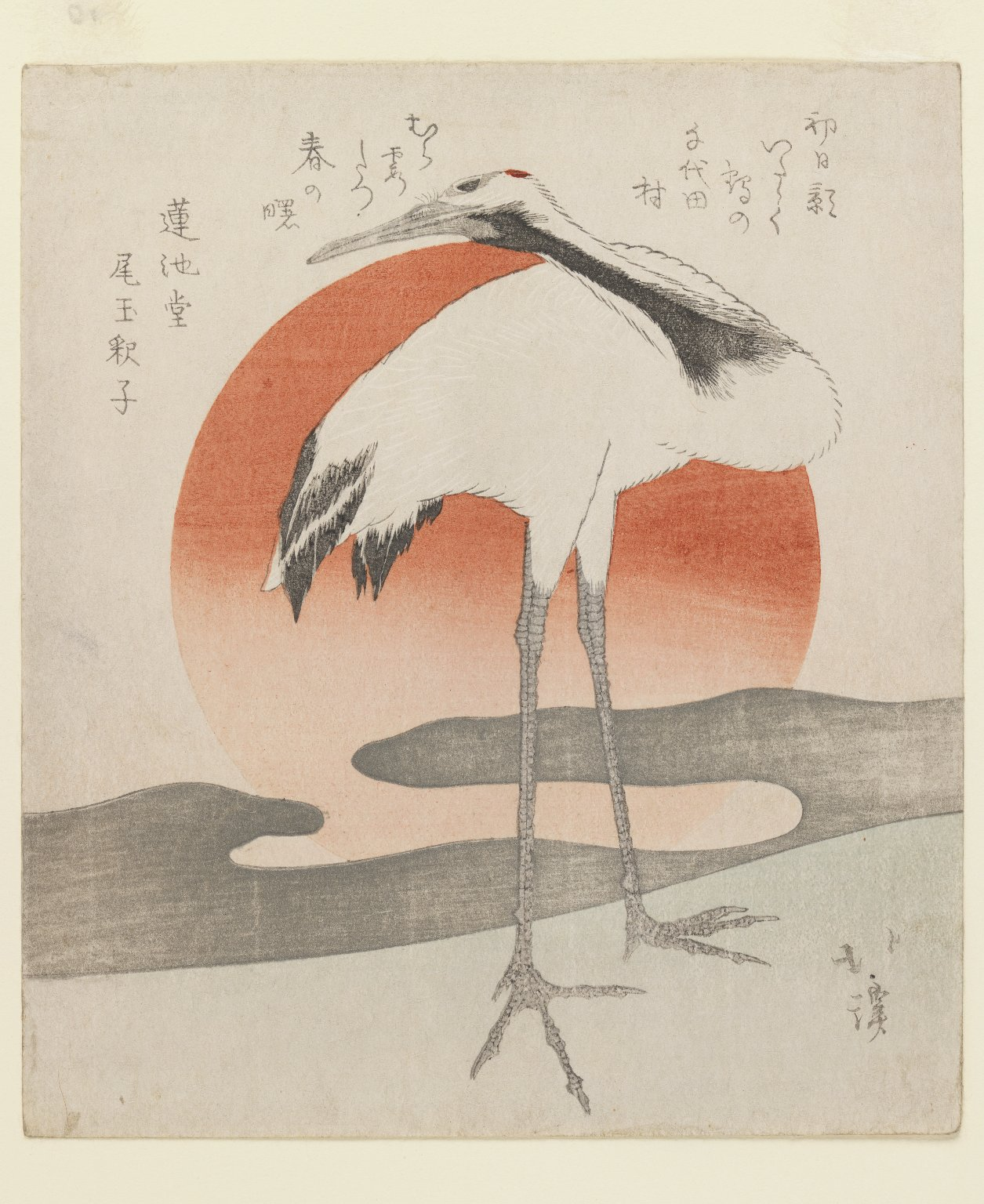
北齋的木版画，初日鶴圖。
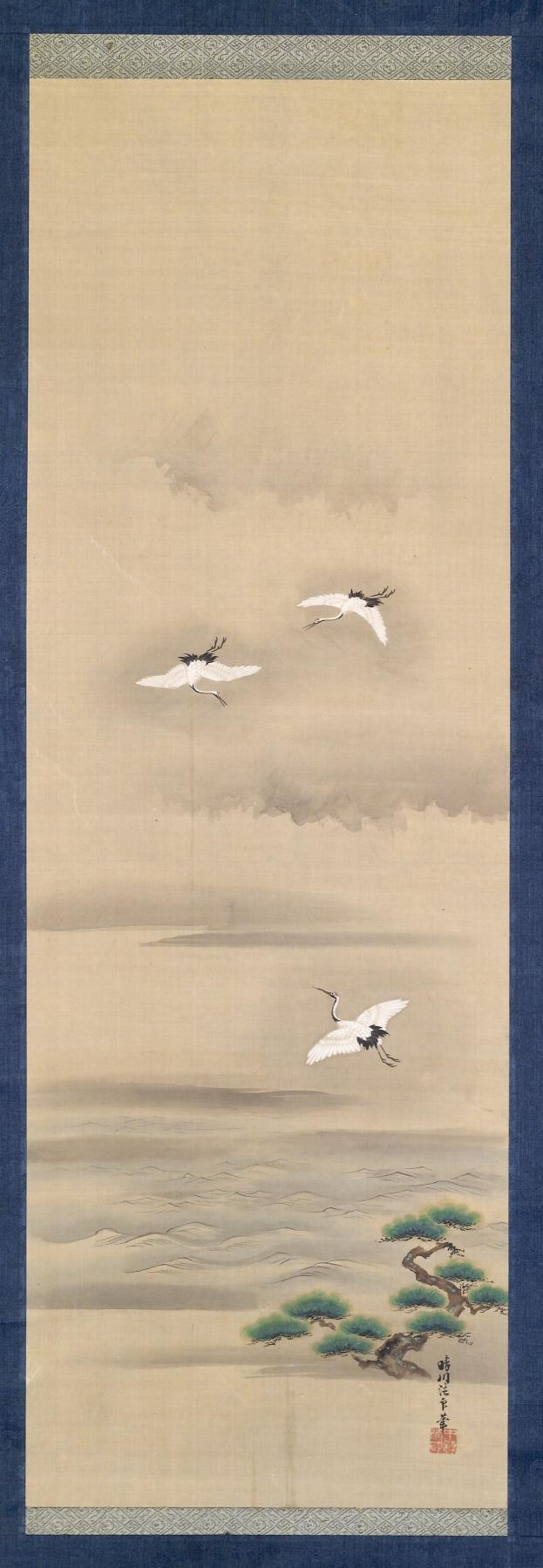
狩野養信的畫作『筆』（19世紀）
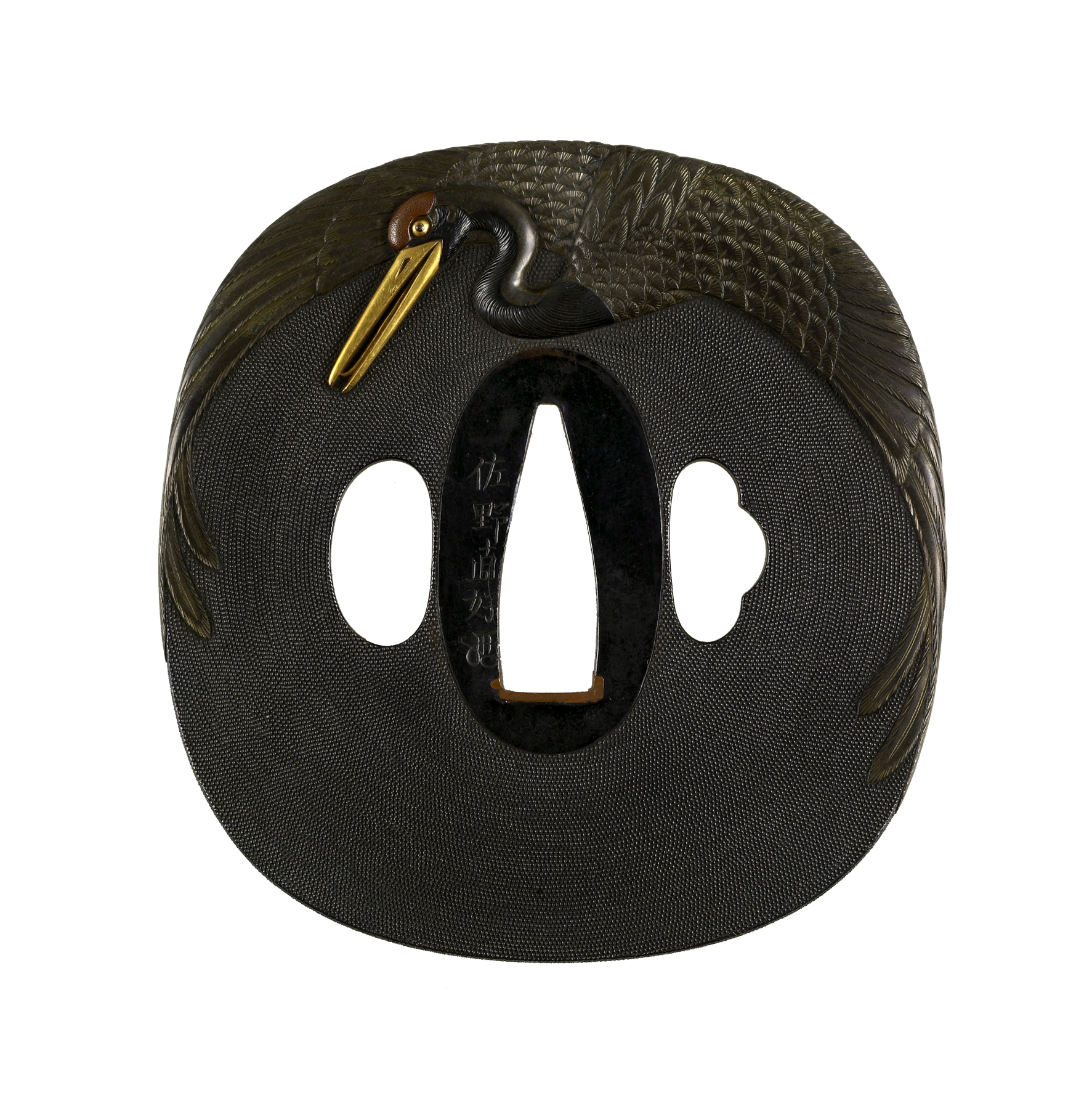
江戸末期的鍔（日本刀的把柄）
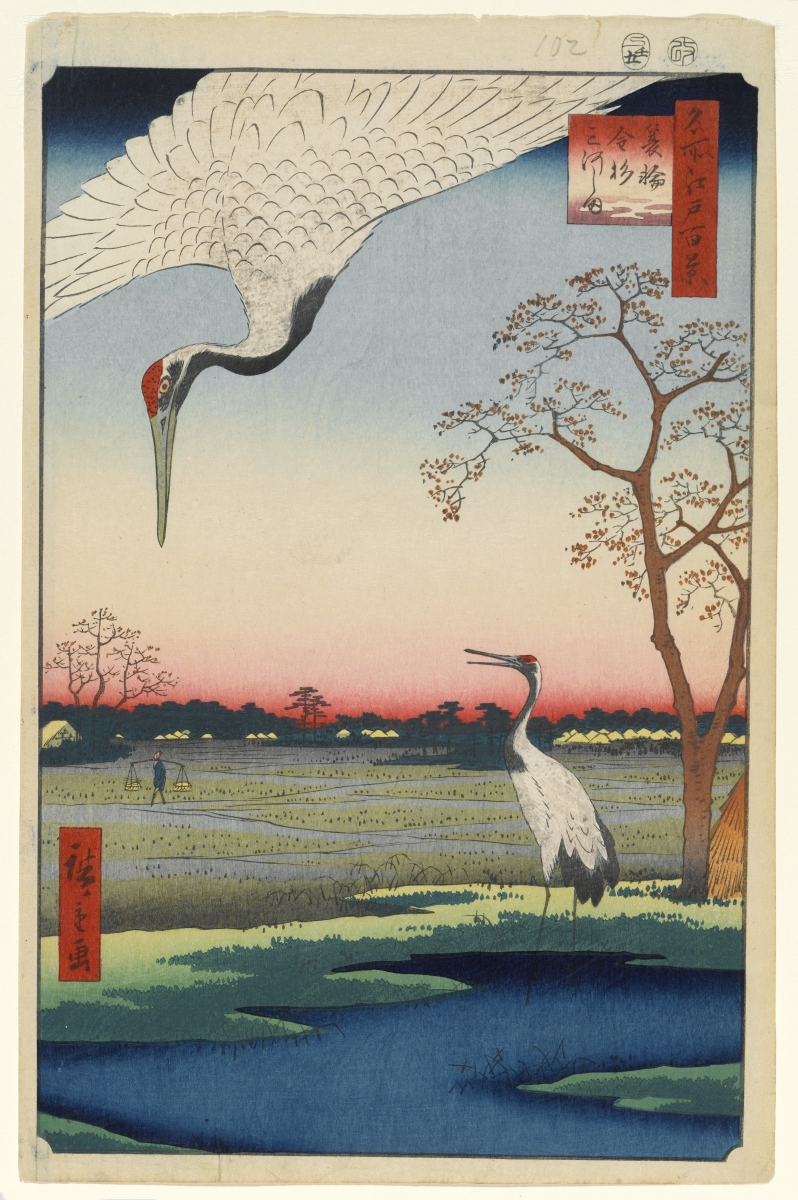
歌川廣重「名所江戶百景」日出鶴
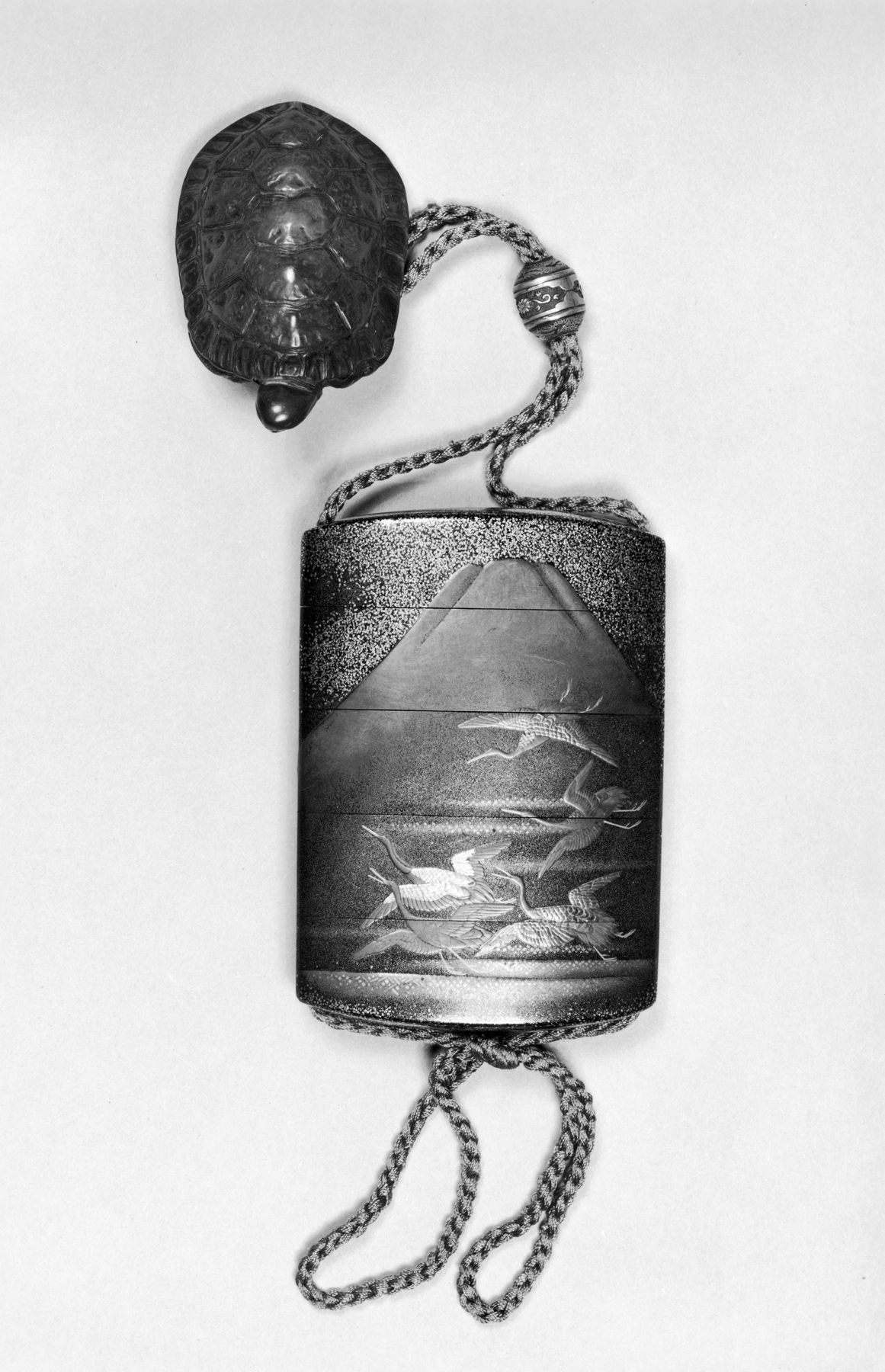
富士鶴
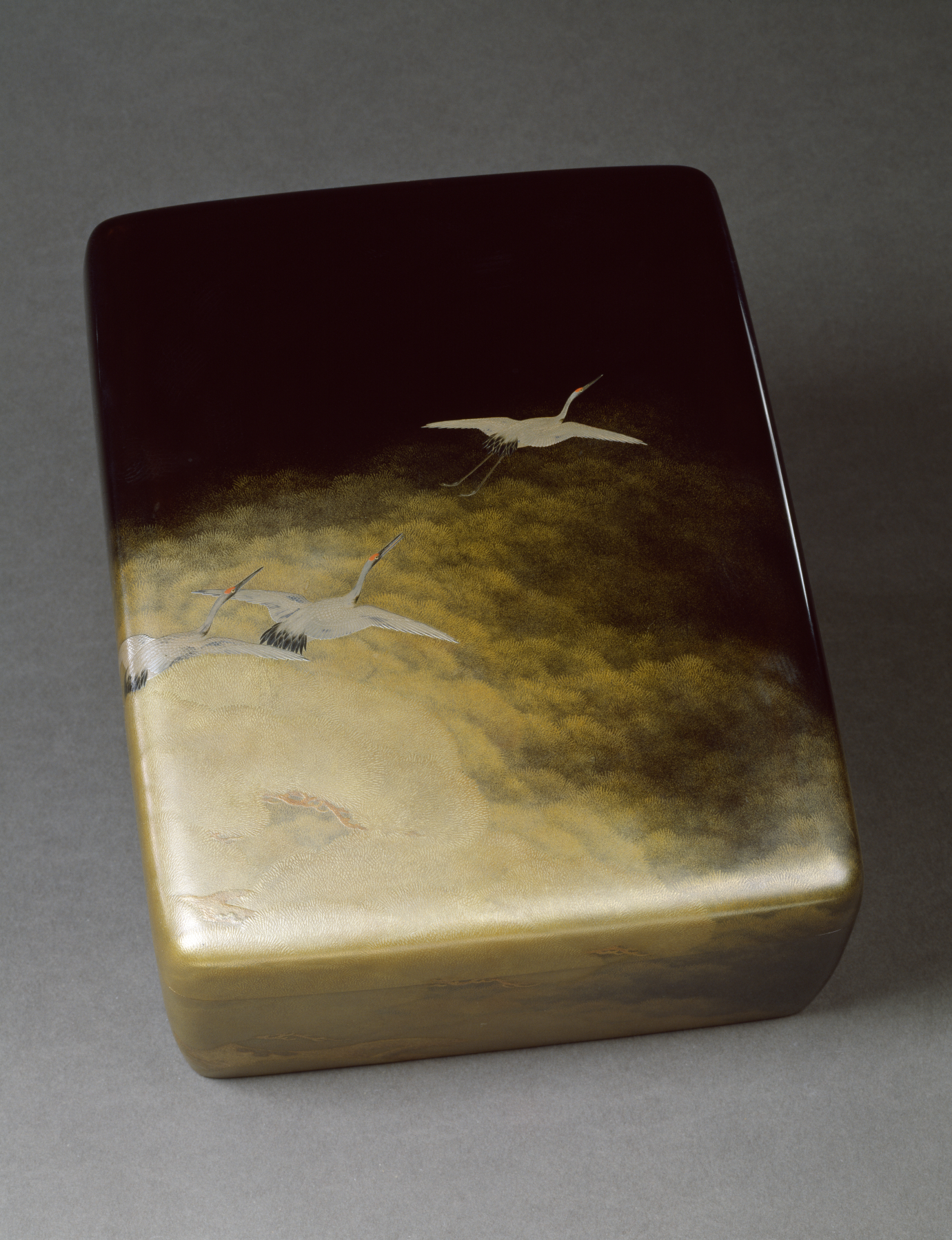
蒔絵箱（裝便當的盒子）
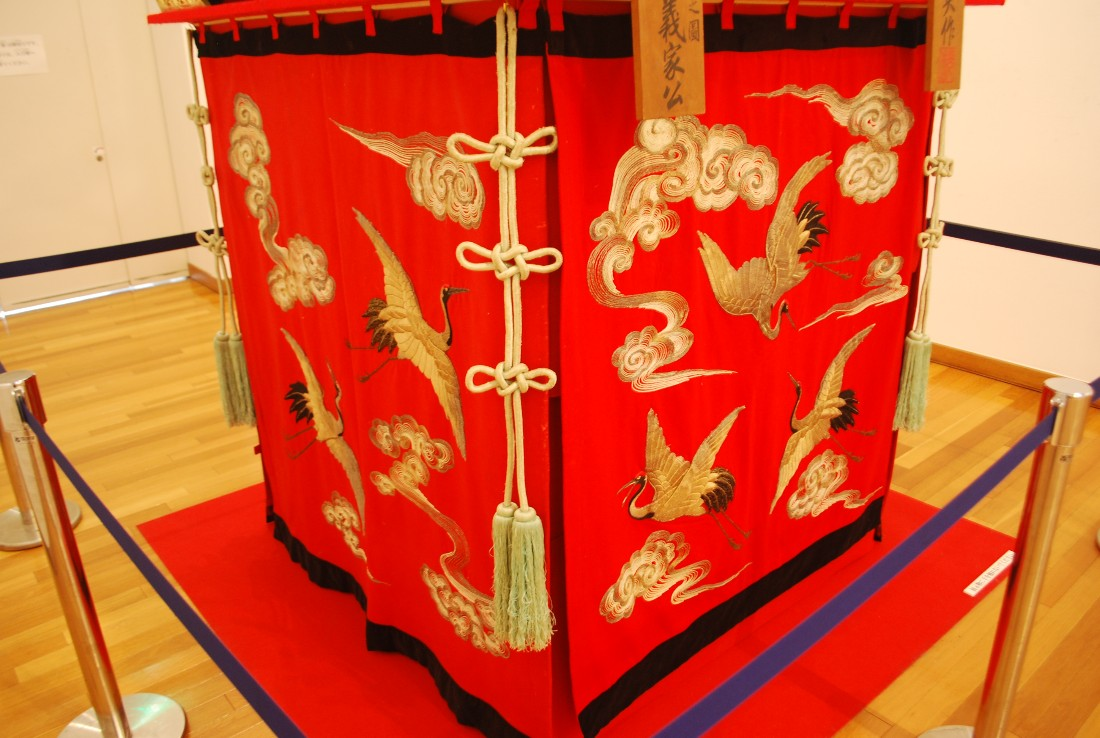
小唐櫃（裝衣服的箱子）
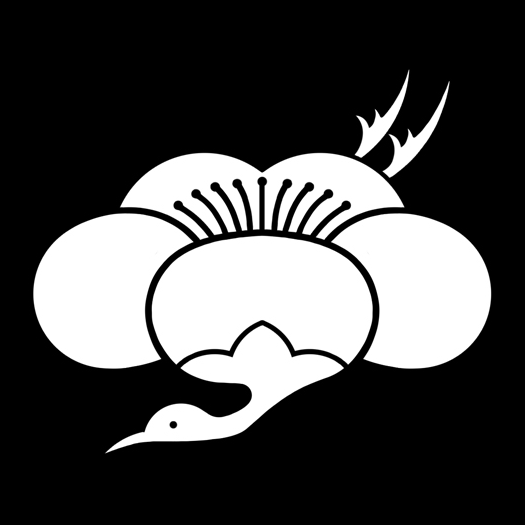
家紋「梅鶴」
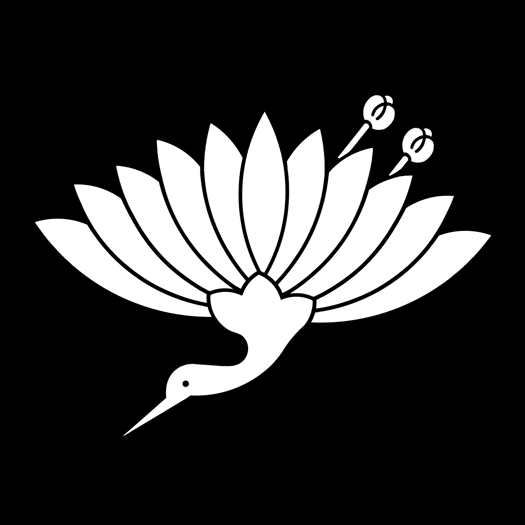
家紋「菊鶴」
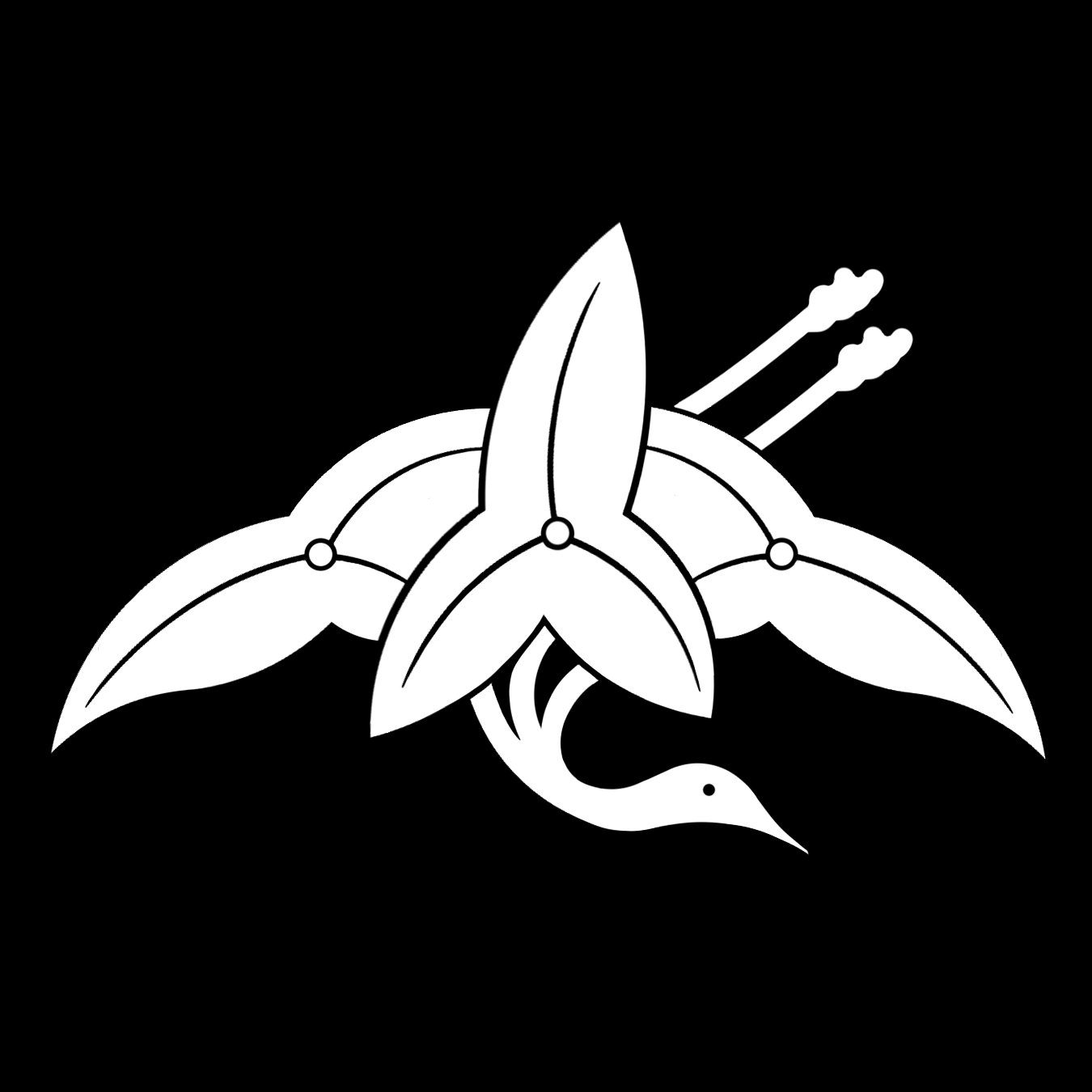
家紋「澤瀉鶴」
家紋「銀杏鶴」